# Saint Jean Chrysostome et l'Impératrice Eudoxie
Saint Jean Chrysostome et l'Impératrice Eudoxie est un tableau du peintre toulousain Jean-Paul Laurens, datant de 1893 conservé au Salon Rouge du Musée des Augustins de Toulouse.
Il représente deux personnages historiques du IVe siècle apr. J.-C. : Saint Jean Chrysostome (Saint Jean bouche d'or, né vers 349 et mort en exil en 407), dénonçant avec violence la vie de luxe que mène l'Impératrice Eudoxie, impassible du haut de sa tribune richement décorée.
Ce tableau est vivement critiqué à l'époque et n'obtiendra la reconnaissance qu'il mérite que plus tard.

## Historique de l'œuvre
Ce tableau a tout d'abord été acquis par l'État au Salon du 17 juin 1893 pour 4500 francs pour être attribué au Musée du Luxembourg. À la suite d'une demande du maire de Toulouse, il a été déposé au musée de la ville le 4 avril 1894. Sa propriété a été définitivement transférée à la ville de Toulouse le 4 février 2004 en application de la loi du 4 janvier 2002 relative aux musées de France. Il est exposé dans le Salon Rouge du Musée des Augustins, sous le numéro d'inventaire 2004 1 156.
Du vivant de l'artiste, il a été exposé en 1893 au Salon des artistes français à Paris, au Salon de l'Union artistique de Toulouse en 1894, de nouveau à Paris lors de l'Exposition Universelle de 1900. Il a ensuite figuré dans de nombreuses expositions parmi lesquelles le Salon des artistes français en 1923, l'exposition rétrospective Jean-Paul Laurens en 1938 à Toulouse, et l'exposition "Jean-Paul Laurens, Peintre d'histoire, 1838-1921" au Musée d'Orsay.

## Description
Cette peinture représente l'univers médiéval byzantin de l'intérieur de la basilique Sainte-Sophie à Constantinople.
Saint-Jean Chrysostome, évêque de Byzance, est en train de se révolter contre l'impératrice Eudoxie, dénonçant avec violence le luxe dans lequel elle vit. La simplicité de son vêtement et son visage de trois-quarts contrastent fortement avec l'impassibilité d'Eudoxie. Son bras tendu et ses doigts crispés de colère montrent l'énergie et la passion qu'il met dans son homélie.
Eudoxie, du haut de sa tribune, est au contraire calme et ne semble même pas lui prêter attention, regardant au loin par-dessus sa tête. Les paroles d'indignation et de menace du saint ne semblent pas l'atteindre. Eudoxie se trouve dans une tribune en hauteur, symbolisant sa supériorité par rapport au patriarche. Elle est entourée de son mari et de ses courtisans, sous une fresque richement décorée. Elle est habillée de matières riches et porte des bijoux précieux.

## Contextes
Cette œuvre de Laurens est en totale opposition avec ses exacts contemporains, tels que Claude Monet et Auguste Renoir. C'est l'époque où Monet est assis devant la cathédrale de Rouen et où Gauguin revient de son premier voyage à Tahiti.
Laurens peint ce tableau alors qu'il est directeur de l'École supérieure des beaux-arts de Toulouse, et après avoir peint les décors du Capitole de Toulouse.

## Analyse

### Choix du sujet
Jean-Paul Laurens traite essentiellement des sujets religieux et historiques dans ses œuvres. Il a un goût pour les épisodes obscurs de l'histoire ancienne.
C'est un passionné de théâtre. Sa spécificité est de créer des mises en scène dramatiques où les sujets sont spécifiquement choisis afin de rendre un maximum d'effet et de créer une grande puissance au sein du tableau.
Laurens s'est inspiré ici d'un ouvrage d'Amédée Thierry paru en 1872 : Récits de l'histoire romaine au Ve siècle, saint Jean Chrysostome et l'impératrice Eudoxie. La société chrétienne en Orient. La scène illustre un passage précis de l'ouvrage qui décrit comment, dans le rite byzantin, les hommes et les femmes étaient séparés à l'intérieur de l'église : les femmes étaient placées en haut et les hommes en bas.

### Réalisation de l’œuvre
L'artiste a réalisé un décor sombre et austère du côté de Saint Jean pour dévoiler la grande force de ce personnage. Au-dessus de la tête d'Eudoxie, la galerie d'inspiration orientale révèle un grand souci d'authenticité et un sens du détail que l'on retrouve dans les cartons de tapisseries réalisés par Laurens.
Il existe un dessin préparatoire à ce tableau Étude pour "Saint Jean Chrysostome et l'Impératrice Eudoxie". Celui-ci présente les positions de Jean et Eudoxie inversées. Les intentions du peintre étaient de renforcer la signification de cet affrontement par la relative modestie du format et le dépouillement du tableau, centré autour du bras tendu de Saint Jean, les doigts crispés par la colère.

### Composition
Le point de vue en contre-plongée sur un grand espace formé de lignes obliques met en valeur le personnage situé au premier plan du tableau. Le bras de Saint Jean est l'axe moteur d'une composition fondée sur un réseau d'obliques contraires, qui traduisent la violence de l'affrontement.
Il y a également un jeu de lumière sur les lustres en haut à droite renforcé par la couleur éclatante du mur de la basilique.
Le vide joue un rôle expressif inhabituel, renforcé par l'audacieux cadrage de style photographique, qui dissimule le sol de l'édifice. L'abîme qui sépare le saint gesticulant de l'impératrice immobile est ce qui donnera plus tard naissance au champ-contrechamp au cinéma.

### Esthétique
La scène que Laurens représente ici est un sujet rarement traité en peinture. Il donne un sens dramatique vraiment exceptionnel à la peinture d'histoire dont il est spécialiste. Laurens était un amoureux du théâtre, d'où la démonstration de son goût pour la rhétorique du corps et pour une dramatisation excessive. Laurens choisit toujours de montrer des confrontations dramatiques à leur acmé : ici entre le pouvoir temporel et le pouvoir religieux.

### Choix de représentation
Un ensemble de petits détails qui font la richesse du tableau servent aussi à symboliser l'opulence de l'impératrice par rapport à la simplicité de Saint Jean qui porte une robe blanche avec une croix en bois et se situe au bas du tableau. L'impératrice, elle, est située en hauteur, parée de bijoux et de tissus précieux, entourée de son mari et de ses servants dans un décor de fresques peintes avec précision. Saint Jean est quant à lui isolé, et son bras tendu et sa main crispée symbolisent l'énergie et l'implication qu'il met dans son homélie et dans son combat contre l'injustice.

## Réception
Les vives critiques de la presse précédèrent la gloire officielle qu'obtint Laurens bien des années après. À l'époque du tableau, les critiques demeurèrent imperméables à la poésie et à la théâtralité de Laurens. Plusieurs caricaturèrent même cette peinture d'histoire, comparant Saint Jean à "un singe qui sort d'une boîte à surprise" et Eudoxie à "une insignifiante petite poupée" .

## Postérité
Ses œuvres sont présentes et admirées dans le monde entier, comme en Russie, aux États-Unis et au Japon.
Ce type de peinture d'histoire est largement mieux accepté aujourd'hui qu'à l'époque de Laurens du fait de la séparation de l'Église et de l'État.